# Spotmarkt
Ein Spotmarkt (englisch spot market; auch Kassamarkt, Lokomarkt oder Effektivmarkt) ist in der Finanzwirtschaft ein ökonomischer Markt, an dem Angebot und Nachfrage von Spot- oder Kassageschäften aufeinandertreffen. Sein Pendant ist der Terminmarkt.

## Etymologie
Er hat seinen Namen vom Kassageschäft (englisch spot contract), das sofort (englisch on the spot) von beiden Kontrahenten zu erfüllen ist. Kassageschäfte werden auf einem eigens hierfür vorgesehenen Markt, dem Kassa- oder Spotmarkt, gehandelt.
Als Vorläufer der heutigen Kassamärkte gelten der Waren- und Rohstoffhandel, die hierfür zunächst die Bezeichnungen Loko-, Prompt-, Liefer- oder Effektivgeschäft verwendeten. Auf die sofortige Fälligkeit wiesen die Ausdrücke „prompte Lieferung“ oder „per Kasse“ (danach Kassa-, Komptant- oder Kontantgeschäft [kõ tã:]) hin. Das Komptantgeschäft hatte seinen Namen aus dem französischen Kassamarkt (französisch marché au comptant). Das Lokogeschäft leitete seinen Namen aus lateinisch locus „Platz, Ort, greifbar“ ab. Auch das englische spot cash („sofortige Barzahlung“) setzte voraus, dass die Ware am Markt oder Börsenplatz vorhanden („Platzgeschäft“) oder innerhalb sehr kurzer Frist verfügbar war und sofort (on the spot) bezahlt werden musste. Käufer und Verkäufer unterwarfen sich dem Handelsbrauch, entweder sofort oder wenige Tage danach ihre gegenseitigen Verpflichtungen zu erfüllen. Die einfachste Form des Wareneinkaufs war der Lokoabschluss, der in vorrätiger, sofort lieferbarer, „greifbarer“ Ware bestand.

## Marktstruktur
Die durch Kassageschäfte auf dem Spotmarkt gehandelten Handelsobjekte sind insbesondere Devisen, Edelmetalle, Wertpapiere (Effekten) oder Commodities (wie elektrischer Strom, Erdöl, Erdgas oder Metalle), die nach standardisierten Verträgen (Finanzkontrakte) gehandelt werden. Commodities auf Spotmärkten werden auch „Spot-Commodities“ oder englisch actuals genannt.
Ein Spotmarkt ist Dieter Schneider zufolge durch Zug-um-Zug-Geschäfte über vereinheitlichte Handelsobjekte gekennzeichnet, die unverzüglich geliefert werden müssen. Von den Kontrahenten sind die Geschäfte beidseitig spätestens zwei Börsentage nach Geschäftsabschluss zu erfüllen, also die Lieferung des Handelsobjekts und Zug um Zug die Zahlung des vereinbarten Preises als Gegenleistung. Geschäfte darüber hinaus werden dem Terminmarkt zugerechnet.
Die Abgrenzung zwischen Kassa- und Terminmarkt findet insbesondere durch die Erfüllungsfrist der beiderseitigen Leistungsversprechen statt. Die an einem Kassamarkt gehandelten Preise bezeichnet man als Kassa- oder Einheitskurs, während man im Emissionshandel vom Clearingpreis eines Zertifikates und an der Terminbörse vom Terminkurs spricht. Der Käufer am Kassamarkt hat den sich durch den Kassakurs ergebenden Gegenwert innerhalb von zwei Börsentagen zu zahlen, während der Verkäufer das vereinbarte Handelsobjekt ebenfalls innerhalb dieses Zeitraumes dem Käufer zur Verfügung stellen muss.
Für das jeweilige Handelsobjekt wird eine Handelseinheit als Mindestumsatzmenge für den Kassamarkt festgelegt. Bei Effekten oder Devisen sind es unterschiedliche Nennwerte (oder Stückaktien), beim Rohöl ist dies ein Barrel Light Sweet Crude Oil oder ein Barrel Brent Crude Oil, bei Edelmetallen eine Feinunze.

## Öl- und Stromhandel
Den Begriff Spotmarkt benutzt insbesondere der Ölhandel, womit er den Handelsplatz für Mineralölprodukte wie Rohöl bezeichnet. Für Rohöl ist in Europa der Spotmarkt in Rotterdam maßgebend, wo wegen seines Ölhafens viele Mineralölgesellschaften und Raffinerien beheimatet sind. Er war ursprünglich nur ein Restmarkt für Raffinerieprodukte und weniger für Rohöl. In den 1970er Jahren weitete der Handel sich langsam auch auf Rohöl aus, allerdings wurden bis Ende der 1970er Jahre höchstens 10 % der internationalen Öllieferungen über die Spotmärkte abgewickelt. Ende 1982 lief bereits mehr als die Hälfte des international gehandelten Rohöls über den Spotmarkt oder wurde zu Preisen verkauft, die sich am Spotmarkt orientierten. Der für Europa und Deutschland zuständige Markt ist der Rotterdamer Spotmarkt, ein „virtueller“ Markt, dessen Marktteilnehmer in ganz Europa beheimatet sind; Geschäfte werden mittels Computerhandel abgeschlossen. Über Spotmärkte werden heute rund 40 % des weltweiten Ölhandels abgewickelt.
An der NASDAQ OMX Commodities Europe in Oslo werden im Börsensegment des „Elspot“ Strommengen zur Lieferung am nächsten Tag gehandelt. Auch die EPEX SPOT bietet Stromlieferung für den nächsten Werktag an, sogar innerhalb desselben Handelstages kann eine Stromlieferung (und Bezahlung) erfolgen.

## Wirtschaftliche Aspekte
Finanzrisiken
Das Erfüllungsrisiko auf Spotmärkten besteht für den Zahlungsempfänger (Lieferant des Handelsobjekts) aus einem Zahlungsrisiko, weil er zum Zeitpunkt seiner Lieferung nicht weiß, ob die Zahlung bereits erfolgt ist. Der Zahlungspflichtige besitzt ein komplementäres Lieferrisiko, weil ihm zum Zeitpunkt seiner Zahlung unbekannt ist, ob die Lieferung erfolgt. Zahlung und/oder Lieferung können wegen des Insolvenzrisikos der beiden Kontrahenten ausfallen. Wegen der sehr kurzen Erfüllungsfrist ist dieses Risiko gering, aber theoretisch vorhanden.
Institutionalisierung
An Börsen (Wertpapierbörsen, Warenbörsen, Energiebörsen) werden im Regelfall Kassageschäfte getätigt, sie sind also meist reine Spotmärkte. Termingeschäfte sind dagegen überwiegend für Terminbörsen vorgesehen. Insbesondere bei Energie (Strom, Erdöl) wird von Spotmärkten gesprochen. Die Vertragsklausel „auf Spotbasis“ bedeutet in diesem Zusammenhang, dass eine sofortige Lieferung und sofortige Zahlung zu erfolgen hat.
Kointegration
Heftig diskutiert wird die Frage nach einer Kointegrationsbeziehung zwischen Spot- und Terminmarkt, die ein langfristiges Marktgleichgewicht zwischen beiden erfordert, aber kurzfristige Ungleichgewichte zulässt. Wird eine Kointegrationsbeziehung für ein bestimmtes Handelsobjekt angenommen, so ist dies ein Indiz dafür, dass sich der Kassakurs und der Terminkurs langfristig gemeinsam entwickeln und sich in einem langfristigen Gleichgewicht befinden, von dem kurzfristige Abweichungen möglich sind.
Den Preiszusammenhang zwischen Termin- und Kassakursen mittels Kointegrationsanalyse untersuchten unter anderem Autoren erstmals 1991 für Kaffee, Mais, Baumwolle, Gold, Sojabohnen und Rindfleisch (Commodities). Interpretiert man die Preisdifferenzen zwischen Spot- und Terminmarkt vereinfacht als Finanzierungskosten, so lassen sich die kontemporären Preisbeziehungen wie folgt umschreiben:
  {\displaystyle F_{t}=P_{t}+i+t_{t}}.
Dabei sind  {\displaystyle F_{t}} der logarithmierte Terminmarktpreis, {\displaystyle P_{t}} der logarithmierte Kassamarktpreis, {\displaystyle i} die Zinsen und {\displaystyle t_{t}} die Restlaufzeit des Kontraktes.
Funktional sind beide Teilmärkte eng miteinander verflochten. Swapgeschäfte beispielsweise sind vom Swapsatz und damit gleichzeitig vom Kassa- und Terminkurs abhängig, woraus sich eine enge Interdependenz der Kursbildung auf diesen beiden Märkten ergibt. Hier kommt ein Marktgleichgewicht zustande, wenn einer Kassa-Nachfrage der Arbitrageure ein entsprechendes Kassa-Angebot des Außenhandels und der Spekulanten gegenübersteht und gleichzeitig auf dem Terminmarkt eine Angebotsdeckung erfolgen kann. Übersteigt der künftig erwartete Kassakurs den für diesen Zeitpunkt geltenden Terminkurs, so werden Spekulanten auf dem Terminmarkt sofort Fremdwährung kaufen, um sie am Erfüllungstag gewinnbringend wieder verkaufen zu können, wodurch der Terminkurs steigt. Auch der Bundesrat und die Monopolkommission gehen davon aus, dass der Spotmarkt den Terminmarkt (im Energiesektor) wesentlich beeinflusst.

## Abgrenzung
Der Spotmarkt besitzt zwar den gleichen Wortbestandteil wie der Werbespot, doch ist letzterer in Fernsehen und Kino ein kurzer Werbefilm.